# Fuente periodística
Por fuente periodística se entiende todo aquel emisor de datos del que se sirve el profesional de los medios de comunicación para elaborar el discurso narrativo de su producto informativo. Es cualquier entidad, persona, hecho o documento que provee de información al periodista para que este tenga elementos suficientes para elaborar una noticia o cualquier otro género informativo.
Los periodistas no siempre pueden estar presentes en el momento en que se desarrollan los acontecimientos. Muchos de ellos no son previsibles y tan solo una casualidad puede hacer que el periodista sea testigo presencial, como un accidente o un atentado. En el caso de estos acontecimientos imprevisibles, o de otros a los que el informador no puede acceder fácilmente, el periodista debe recurrir a las fuentes informativas para que le proporcione información sobre lo ocurrido.
Sin embargo, todo periodista deberá seleccionar y jerarquizar todas aquellas fuentes cuya fiabilidad sea máxima. De esta manera se asegurará la obtención de unos datos correctos y contrastados y por ende una información veraz.

## Interrelación entre el periodista y la fuente
Las interrelaciones entre el periodista y las fuentes son analizadas en un estudio elaborado por Walter Giener y Walter Jonson titulado: The City Hall Beat: a study of reporter and sources roles.
- Total independencia entre la fuente y el periodista. Hay un distanciamiento entre el que produce la noticia y el que informa sobre la misma.

- Las fuentes y el periodista cooperan. Fuente y periodista tienen algunos objetivos comunes: uno necesita que una determinada información se publique y otro necesita obtener noticias para satisfacer a sus superiores o para vender más periódicos. En determinadas ocasiones, las fuentes filtran una información que les interesa que aparezca y que los medios no se pueden resistir a publicar.

- La fuente es la que prácticamente hace la noticia. Sería el caso de los comunicados oficiales. A partir de la proliferación de los gabinetes de prensa, aumenta la denominada “información convocada” en la que la fuente hace la noticia.

La relación entre el periodista y la fuente informativa en ocasiones puede ser motivo de conflicto; el mantenimiento del secreto profesional es un ejemplo de ello. La Deontología profesional periodística, como orden normativo, intenta regular estas relaciones.

## La actitud de la fuente
La actitud de la fuente puede afectar directamente a la información que se quiera publicar, ya que de la atribución que se dé a los datos conocidos dependerá, en mayor o menor grado, la fiabilidad de la información. Es posible diferenciar varios casos:
- Información con atribución directa: el periodista tiene autorización para nombrar la fuente. Esta es la situación ideal porque aumenta la credibilidad y cuenta con un mayor valor informativo.

- Información con atribución reservada: es el caso más frecuente. El periodista oculta la identidad de la fuente. Es una fórmula utilizada por las fuentes que ofrecen información “intoxicada”, por lo que será recomendable sospechar de ella y preguntarse por la intención o los intereses de la fuente.

- Off the record: el periodista recibe una información confidencial no publicable. Es una información para uso exclusivo de él; sin embargo podrá hacer uso de ella si ha sido verificada por otras fuentes.